# Майкл Огер
Майкл Джером Охер (при народженні — Вільямс-молодший), народився 28 травня 1986 року, — колишній професійний американський футболіст, який провів у Національній футбольній лізі (НФЛ) вісім сезонів.
У студентські роки він грав у футбол за Університет Міссісіпі, де на останньому курсі отримав престижну нагороду як один із найкращих гравців країни. У 2009 році Майкла обрали в першому раунді драфту НФЛ командою «Балтімор Рейвенс».
Перші п'ять сезонів він провів у складі «Рейвенс» і став частиною команди, яка здобула перемогу в Суперкубку XLVII. Згодом Майкл відіграв один сезон за «Теннессі Тайтанс» і завершив кар'єру після двох сезонів із «Кароліна Пантерс».
Життя Огера під час його останнього року навчання в середній школі та першого курсу коледжу є однією з тем книги Майкла Льюїса 2006 року «Невидима сторона: еволюція гри», яка була драматизована в екранізації 2009 року .

## Раннє життя
Майкл Охер народився в Мемфісі, штат Теннессі, і був одним із 12 дітей Деніз Охер. Його дитинство проходило в умовах складної сімейної ситуації: мати страждала від алкоголізму та залежності від креку, а батько, Майкл Джером Вільямс, часто перебував у в'язниці. Через нестабільну обстановку в родині Охер не отримував належної уваги та виховання.
Через труднощі в навчанні він двічі залишався на повторне навчання в початкових класах і змінив одинадцять шкіл протягом перших дев'яти років освіти. У віці семи років його передали в систему прийомної опіки, після чого він поєднував проживання в різних прийомних сім'ях із періодами бездомності.
Коли Охер навчався в старшій школі, його батько загинув.
Майкл Охер розпочав свою футбольну кар'єру в державній середній школі Мемфіса, навчаючись на першому курсі. Згодом, за рекомендацією автомеханіка Тоні Хендерсона, у якого Охер тимчасово проживав, він подав заяву на вступ до приватної християнської школи «Брайаркрест». Хендерсон, який зараховував свого сина до цієї школи на виконання останнього бажання бабусі хлопця, запропонував Охеру також спробувати вступити.
Футбольний тренер «Брайаркреста» Г'ю Фріз підтримав цю ініціативу та звернувся до директора школи із заявою про прийом Охера. Директор погодився зарахувати Майкла за умови, що він завершить програму домашнього навчання. Хоча Охер не закінчив цю програму, його все ж було прийнято до школи, коли директор усвідомив, що така вимога фактично унеможливлює продовження його освіти в державній системі.
У 2003 році Майкл Охер, під керівництвом тренерів Г'ю Фріза та Тіма Лонга, які відповідали за атакувальну лінію команди «Брайаркрест», отримав визнання як найкращий гравець року в дивізіоні II (2A) і був включений до символічної збірної штату Теннессі. Портал Scout.com оцінив його як п'ятизіркового новобранця та п'ятого за рейтингом лайнмена нападу в країні.
До початку сезону та впродовж попередніх 20 місяців навчання в «Брайаркресті» Охер проживав у кількох прийомних сім'ях. У 2004 році Лі Енн і Шон Туохі, подружжя, чиї діти також навчалися у «Брайаркресті», запросили Майкла жити у їхньому домі. Родина дізналася про важке дитинство Охера та почала активно допомагати йому адаптуватися та досягати успіхів у навчанні та соціальному житті. Для цього було найнято репетитора, який працював із ним близько 20 годин на тиждень.
У 2023 році Майкл Охер заявив, що Туохі ввели його в оману, змусивши підписати документи про встановлення опікунства, пояснивши це як аналог усиновлення.
Майкл Охер отримав по дві спортивні відзнаки за досягнення в баскетболі та легкій атлетиці. У баскетболі він набирав у середньому 22 очки та робив 10 підбирань за гру, завдяки чому був удостоєний нагород на рівні штату. Його гра допомогла команді досягти рекорду 27–6 і здобути чемпіонський титул округу у його випускному році.
У легкій атлетиці Охер відзначився як метальник диска, посівши друге місце на чемпіонаті штату у своєму останньому навчальному році.
Низькі академічні результати Майкла Охера спочатку стали перепоною для його участі в програмі NCAA. Щоб відповідати вимогам, він підвищив середній бал з 0,76 до 2,52 до кінця випускного року. Для цього він пройшов 10-денні онлайн-курси в Університеті Бригама Янга, які дозволили йому замінити оцінки D і F, отримані раніше з предметів, таких як англійська, на оцінки A піднявши його середній бал вище необхідного мінімуму.
Наприкінці свого старшого сезону Охер брав участь у Всеамериканському кубку армії США 2005 року.

## Кар'єра в університеті
Майкл Охер отримав стипендіальні пропозиції від кількох університетів, зокрема Теннессі, LSU, Алабами, Оберна та Південної Кароліни, але обрав Університет Міссісіпі, де головним тренером був Ед Оргерон. Цей університет також був альма-матер його опікунів, Лі Енн і Шона Туохі.
Рішення Охера викликало розслідування NCAA через дві основні причини. Перша стосувалася його середнього бала (GPA), який спочатку був занизьким для отримання стипендії в Дивізіоні I, але ця проблема була вирішена після завершення ним онлайн-курсів у Університеті Бригама Янга . Друга причина пов'язана з попередніми зв'язками родини Туохі з університетом та тим, що футбольний тренер Г'ю Фріз був найнятий Оле Міс через двадцять днів після підписання Охером листа про наміри.
Фріз заперечував будь-який конфлікт інтересів, стверджуючи, що його призначення було пов'язане з попередніми стосунками з координатором нападу Оле Міс Ноелем Маццоне. NCAA не знайшло доказів змови та встановило, що Оле Міс не порушував правил під час найму Охера. Однак Фріза визнали винним у вторинних порушеннях через контакти з іншими новобранцями до офіційного вступу на посаду.
Майкл Охер розпочав десять ігор на позиції гардера у своєму дебютному сезоні за «Оле Міс Ребелс» і був включений до загальноамериканської команди серед першокурсників. У сезоні 2006 року він перейшов на позицію лівого текла і потрапив до передсезонних команд Всеконференції та Всеамериканської команди .
Після другого сезону Охера включили до другої команди наступальних лайнменів Південно-Східної конференції (SEC), а після третього сезону — до першої команди SEC. Він також досяг значних успіхів у навчанні: його тестовий показник IQ зріс на 20–30 балів порівняно з результатами, отриманими під час навчання в державних школах.
14 січня 2008 року Огер оголосив, що братиме участь у 2008 року . Однак через два дні він оголосив про свій вихід з драфту, щоб повернутися до Оле Міс на свій старший сезон. Після сезону 2008 Охер був одноголосно визнаний Всеамериканським, увійшов до списку почесних вдруге (перший раз був на другому курсі) і закінчив навчання зі ступенем у галузі кримінального правосуддя. навесні 2009 р.

### Балтимор Рейвенс

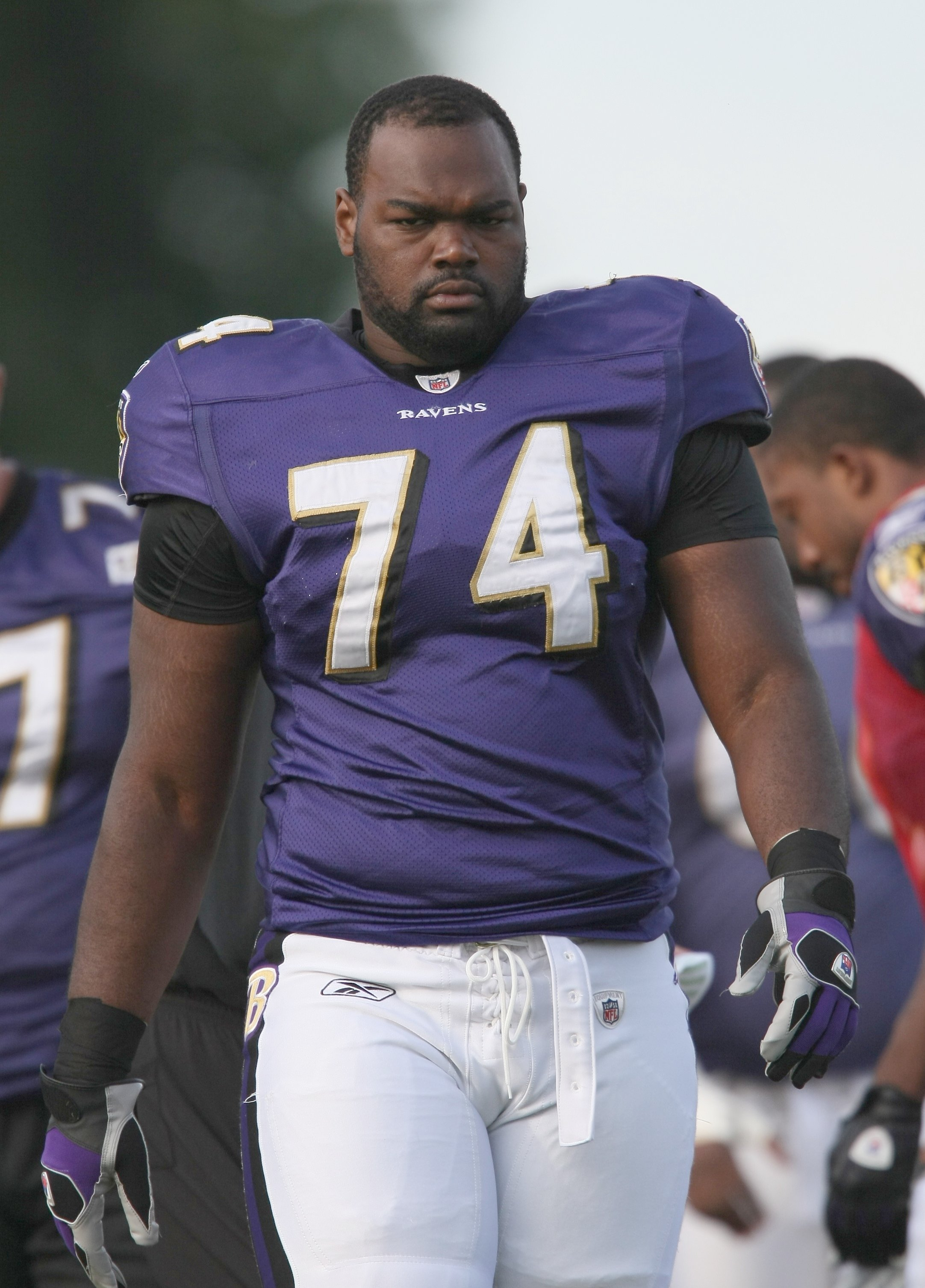
Охер з Baltimore Ravens у 2009 році

«Балтімор Рейвенс» обрали Охера 23-м у першому раунді драфту НФЛ 2009 року. [1] Для цього команда обмінялася з «Нью-Інгленд Петріотс», віддавши свої вибори у першому та п'ятому раундах. На церемонії були присутні члени родини Туохі.
30 липня 2009 року Огер підписав п'ятирічний договір на суму 13,8 дол мільйонний контракт з Воронами. Сезон 2009 він розпочав як правий підкат, але був переведений на лівий підкат після травми лайнмена Джареда Гейтера . На восьмому тижні він повернувся до правого підкату.
Перед сезоном НФЛ 2010 Огер був переведений на позицію лівого підкату. Під час підготовки до сезону 2011 року «Ворони» оголосили, що Охер повернеться на праву сторону. 3 лютого 2013 року Охер виграв кільце Суперкубка як стартовий правий підкат «Воронів», коли команда перемогла « Сан-Франциско 49ерс» з рахунком 34–31 у Суперкубку XLVII .

### Теннессі Титани

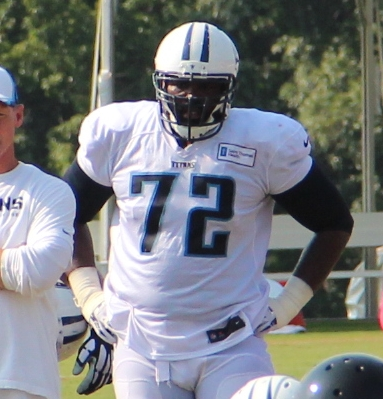
Охер з Tennessee Titans, 2014

14 березня 2014 року Огер уклав чотирирічний контракт із «Теннессі Тайтанс» на суму 20 мільйонів доларів. [1] Він зіграв 11 матчів, але 13 грудня опинився у резерві через травму пальця, яка змусила його пропустити дві гри. Pro Football Focus поставив Охера на 74-те місце серед 78 підкатів сезону. [2] 5 лютого 2015 року «Тайтанс» відрахували Охера.

### Кароліна Пантери
6 березня 2015 року Охер підписав дворічний контракт на 7 мільйонів доларів із «Кароліною Пантерз». Генеральний директор команди Дейв Геттлман заявив, що Охер стане стартовим лівим підкатом, попри його труднощі в «Теннессі». Сам Охер назвав Кема Ньютона ключовим фактором свого рішення. У сезоні він показав один із найкращих результатів у кар'єрі, зігравши 98,4 % кидків команди, пропустивши лише чотири мішки (восьмий результат у лізі) та отримавши три штрафи на 25 ярдів.
Огер зіграв у своєму другому Суперкубку того сезону, Суперкубку 50, як стартовий лівий підкат. У грі «Пантери» програли « Денвер Бронкос» з рахунком 24–10.
17 червня 2016 року Охер уклав із «Пантерами» трирічний контракт на 21,6 мільйона доларів, з яких 9,5 мільйона були гарантовані. Через струс мозку він зіграв лише три матчі в сезоні 2016 року і 25 листопада був переведений до резерву травмованих.
20 липня 2017 року Охер був звільнений Пантерами після невдалого медогляду.

## Книги
Інше є однією з тем книги Майкла Льюїса 2006 року «Невидима сторона: еволюція гри» . До того, як книга була опублікована, уривки з'явилися в журналі The New York Times під назвою «The Ballad of Big Mike». Його частина книги була адаптована для фільму та знята режисером Джоном Лі Генкоком . Фільм «Невидима сторона» вийшов на екрани США 20 листопада 2009 року. У фільмі зіграли Квінтон Аарон у ролі Майкла Охера, а також Сандра Баллок і Тім Макгроу . Фільм був номінований на премію «Оскар» за найкращий фільм і найкращу жіночу роль у фільмі «Буллок», а Баллок отримала «Оскар» за роль Лі Енн Туохі.
У 2011 році Охер написав свою автобіографію « I Beat the Odds: From Homelessness to The Blind Side and Beyond» .

## Особисте життя
Охер познайомився з Тіффані Рой в університеті Міссісіпі. У пари четверо дітей: двоє синів і дві дочки.Вони заручилися 21 липня 2021 року і одружилися 5 листопада 2022 року в Нешвіллі, проживши разом 17 років.

### Судові позови проти родини Туохі
У серпні 2023 року Охер подав позов, заявивши, що Лі Енн і Шон Туохі не всиновлювали його, а встановили опіку, яка дозволила їм укладати угоди від його імені. Він стверджував, що Туохі використали ці повноваження, щоб отримати мільйони гонорарів за фільм «Невидима сторона», тоді як сам Охер нічого не отримав.Продюсери фільму Бродерік Джонсон і Ендрю Косове та автор книги Майкл Льюїс заперечили це, заявивши, що родина отримала близько 700 000 доларів після сплати податків. [2] [3]
У вересні 2023 року суддя припинив опіку та відмовився закрити справу. Пізніше подружжя Туохі повідомило суду, що видалить усі згадки про усиновлення Огера зі свого веб-сайту та матеріалів публічних виступів.